# Isaak le Febvre
Isaak le Febvre, auch Isaac Le Febvre oder Isaac Le Fèvre geschrieben (* um 1648 in Château-Chinon, Nivernais, Frankreich; † 13. Juni 1702 in Marseille), war ein französischer Jurist und evangelisch-reformierter Christ (Hugenotte). Da er wegen seines Glaubens für lange Zeit inhaftiert wurde und aufgrund der schlechten Haftbedingungen starb, wird er bisweilen als evangelischer Märtyrer betrachtet.

## Familie
Isaak le Febvre war das erste Kind des aus Paris stammenden, ebenfalls evangelisch-reformierten Pierre le Febvre und seiner ersten Frau Marie Elinard. Seine Mutter starb früh. Auch seine Großeltern, die in hohem Alter starben, gehörten bereits der evangelisch-reformierten Kirche an. Er hatte drei Schwestern sowie einen Halbbruder und drei Halbschwestern aus einer zweiten Ehe seines Vaters. Isaak wurde im Sinne des reformierten Glaubens erzogen, wobei ihm seine Eltern zeitlebens als Vorbilder galten.
Pierre le Febvre starb an einem Stein- und Kolikleiden, das ihn zunächst zur Hälfte lähmte. Noch in dieser Situation soll er eine tiefe Glaubenszuversicht ausgestrahlt und Besucher getröstet haben. So urteilte ein Besucher: „Ich kam, um eine kranke Person zu erbauen und zu trösten, aber er hat mich erbaut und getröstet.“ Isaak le Febvre half seinem Vater, indem er ihn von Bett zu Bett trug, da dieser immer in Sichtweite seines Sohnes bleiben wollte. Schließlich verursachte ein zusätzlicher Schlaganfall einen viertägigen Todeskampf. Isaak le Febvre berichtete später, er habe beim Tode seines Vaters gesagt: „Herr Jesus, nimm seinen Geist in deine Hände!“

## Leben

### Ausbildung
Isaak le Febvre galt als sehr gebildet. Er studierte ab 1663 Philosophie in Genf, später schloss er ein Studium der Rechtswissenschaft in Orléans ab. In Paris erhielt er nach Vorlage seiner Zeugnisse beim Generalanwalt Talon die Würde eines Advokaten des Pariser Gerichtshofes. Seine Tätigkeit als Jurist übte Isaak le Febvre überwiegend in Nevers aus. 

### Arbeit für die Marquise von Saint-André-Montbrun
Isaak le Febvre trat in die Dienste der reichen, ebenfalls evangelischen Marquise von Saint-André-Montbrun ein. Sie war die Witwe des ersten Hauptmanns der Grands-Mousquetaires. Der zerstreute Besitz der Marquise brachte weite und zahlreiche Reisen le Febvres mit sich, unter anderem nach Poitou und Saintonge. Dort geriet er in Verdacht, dass er auf diesen Reisen seine evangelischen Glaubensgeschwister moralisch zu unterstützen suchte und wurde vor den Intendanten von Rochfort geladen. Er folgte der Vorladung trotz einer Fiebererkrankung und wurde freigesprochen. 

### Aufhebung des Ediktes von Nantes
Am 18. Oktober 1685 wurde das Edikt von Nantes aufgehoben. Die Hugenotten galten damit als vogelfrei. Genau zu dieser Zeit befand sich Isaak le Febvre auf dem Weg vom Intendanten nach Paris. Als er von dem Edikt hörte, ging le Febvre nach Burgund, um die Marquise zu informieren und dann ins Ausland zu fliehen. 
Die Marquise wurde bedrängt, ihrem Glauben abzuschwören, unter Androhung des Verlusts ihres Besitzes und ihrer Freiheit und der Androhung von persönlichen Leiden. Monchanin de Monceau diente ihr in dieser Situation, in der sie zunächst auf Zeit spielte, dann aber nachgab, als Bote. 

### Feindschaft des Intendanten von Rochfort und des Bischofs von Autun
Der Intendant gab Monchanin gegenüber bekannt, er wolle ein Dutzend Bogenschützen entsenden, um Isaak le Febvre festzunehmen. Auch Gabriel de La Roquette, der Bischof von Autun, war sehr an der Festnahme le Febvres interessiert. Angesichts der Reise le Febvres nach Poitou, die angeblich der Unterstützung der dortigen evangelischen Christen gegolten hatte, fürchteten sie, dass er weiterhin solche Reisen unternehmen würde, in die Provinzen Nivernais und Berry. 
Monchanin versuchte, le Febvre zu verteidigen, indem er bemerkte, dieser sei kein bösartiger Mensch; wenn es ein Verbrechen sei, an seiner Religion festzuhalten, sei jedermann ein Krimineller. Als er weiter auf die harten Maßnahmen gegen die evangelischen Christen einging, unterbrach der Intendant Monchanin mit den Worten: „Worüber beschweren sie sich? Sie haben noch nicht bis aufs Blut widerstanden.“ Diese Formulierung machte einen starken Eindruck auf le Febvre, als er davon erfuhr, wie er später schrieb. Sie entstammten Hebr 12,4, waren hier aber, wie le Febvre urteilte, wohl eher im Sinne Julian Apostatas gemeint, der auf die Beschwerden der verfolgten Christen antwortete: „Ihr solltet es ertragen, denn euer Meister hat euch vorhergesagt, dass es kommen würde.“ Le Febvre fühlte sich in seiner Einschätzung der Staatsmacht als antichristlich bestätigt.

### Reise des Bischofs nach La Nocle
Monchanin informierte Isaak le Febvre darüber, dass der Intendant den Generalleutnant und den königlichen Anwalt in Autun mit der Ausführung seiner Befehle beauftragt hatte, und dass der Bischof in deren Begleitung mit einer Kompanie Dragoner aus Dijon und Autun und seiner üblichen Begleitung auf dem Weg zu ihm nach La Nocle sei. Monchanin riet le Febvre, zu fliehen. 
Die Marquise sprach sich gegen le Febvres Fluchtbemühungen aus, da sie sich von ihm im Stich gelassen fühlte und ein Fluchtversuch ins Ausland streng bestraft wurde. Sie meinte: „Wo wollen sie hingehen, mein Herr? Sie sind nicht fit für die Galeeren. Sind sie darauf vorbereitet, ein Märtyrer zu werden? Eine Gefangenschaft von zwei Wochen würde sie umbringen. Tun sie es uns gleich.“ Le Febvre antwortete, er habe nicht den Geist eines Märtyrers, Gott aber würde Kraft geben, und dass er es ihr nicht gleichtun könne, da er ewige Strafe fürchtete. 
Le Febvre verließ La Nocle zu Pferd zwei Stunden, bevor seine Verfolger eintrafen. Er ritt zu seiner Schwester nach Château-Chinon, die von den Gesandten des Bischofs von Nevers, Edouards I. Valot, dem Pfarrer und ihrem eigenen Ehemann bedrängt wurde, zur römisch-katholischen Kirche zu konvertieren, und ihren Bruder dringend treffen wollte. Er musste danach nach Nevers reisen, um einen Pachtvertrag für die Marquise zu erneuern. In der Zwischenzeit brachte der Bischof von Autun le Febvres Schwester und ganz La Nocle mit Drohungen und Versprechungen dazu, zu konvertieren. Nachdem er im Schloss des Marquis von Montbrun verpflegt wurde, zog der Bischof befriedigt fort. Die Marquise von Saint-André-Montbrun schrieb le Febvre nach Nevers, der Bischof sei ihm sehr zugeneigt, und habe bedauert, dass er ihn nicht getroffen habe, dass er ihm nichts angetan hätte, und ihm in seiner Diözese kein Leid geschehe.

### Vorladung vor den Bischof
Es sollte sich das Gegenteil zeigen: Der Pfarrer von La Nocle versuchte, Isaak le Febvre zu überreden, den Bischof in seinem Palast in Autun zu besuchen. Als le Febvre dies ablehnte, schrieb der Prälat wütende Briefe an die Marquise: 
„Wenn dieser Mann sich nicht innerhalb von vier Tagen fügt, dann haben die Gesandten der Intendanten von Dijon und Nevers den Befehl, ihn festzunehmen, wo auch immer er gefunden werden mag, selbst wenn es in Ihrem Haus sein mag. Das wird sie bekümmern, Madame. Bis jetzt habe ich das verhindert. Sowohl göttliches als auch menschliches Recht erfordern es, dass er tut, was Sie getan haben; und Sie sollten ihn zwingen, es zu tun, oder ihn fallenlassen.“

### Verhaftung
Erneut auf der Flucht, wurde Isaak le Febvre am 14. Februar 1686 nahe Portarli in Burgund verhaftet, als er versuchte, sich in Begleitung des Schweizers La Tour in die Schweiz abzusetzen. Er wurde nach Besançon gebracht, misshandelt, gefesselt und um seinen gesamten Besitz gebracht. Seine Waffen und eine Uhr im Wert von 23 Louis d’or wurden ihm abgenommen, sein Pferd gab der Intendant dem Bogenschützen als Belohnung, der Rest wurde verteilt. Üblich war es dagegen, den persönlichen Besitz zu erfassen und zurückzuerstatten.

### Urteil
Nach drei Wochen Haft mit einigen anderen, die in die Freiheit entlassen wurden, nachdem sie ihrem Glauben abgeschworen hatten, wurde Isaak le Febvre zur Ratskammer geführt und vor Gericht gestellt. Ein Anwalt beobachtete, dass das Gehen in eisernen Fesseln ihm schwer fiel und spottete über seine Schwäche: „Wenn ein Mann überzeugt ist, der wahren Religion anzugehören, sollte er sich in alles ergeben, sogar den Tod selbst.“ Le Febvre fühlte sich durch diesen Zuruf, wie er später schrieb, tatsächlich gestärkt und stimmte zu. Er wurde zu lebenslanger Galeerenstrafe verurteilt. 

### Kerkerhaft in Besançon
Am nächsten Tag wurde Isaak le Febvre in einen Kerker gebracht, in dem er zwei Monate lang blieb, Tag und Nacht gefesselt. Ständig wurde versucht, ihn zum Konvertieren zu bringen. Da man befürchtete, le Febvre könne seine Glaubensgeschwister stärken, wurde er streng bewacht, um sich nicht mit ihnen austauschen zu können. Für einen Zeitraum von mehreren Wochen wurde es niemandem gestattet, seinen Kerker zu betreten. Durch Zellenwechsel wurden die Haftbedingungen immer unangenehmer. Einen Geldvorrat, der ihm gesandt wurde, lehnte er ab, da er meinte, sein Besitz solle ihm zurückerstattet werden, ferner merkte er an, dass er bald auf die Galeere gebracht würde. Ihm wurde vorgeschlagen, eine Petition zur Rückerstattung seines Besitzes und zur Erleichterung der Haftbedingungen zu schreiben, was er aber ablehnte, damit niemand sagen könne, man habe alles für ihn getan, was er wollte. In einem Brief drückte er aus, wie sein Glaube ihm Kraft gegeben habe, und dass er Mitgefühl für seine Verfolger habe, da sie glaubten, Gott zu dienen, was er aber besser wüsste. 
Ein Jesuit überbrachte ihm die Nachricht vom Intendanten (dieses Amt sollte den Jesuiten übergeben werden), dass er bald als einziger Häftling auf die Galeere gebracht würde. Er teilte ihm ferner mit, dass seine Schwester, die allen römisch-katholischen Bekehrungsversuchen widerstanden hatte, in ein Kloster in Moulins in Bourbonnais bei Nevers gebracht worden war. Le Febvre rief aus: „Heiliger Vater! Behalte uns in deinem Namen! Hier ist Glaube und Geduld der Heiligen.“
Es wurde ihm empfohlen, ein Gnadengesuch an den König zu richten, zum einen, wie er meinte, da ihm nicht klar nachgewiesen werden konnte, dass er das Land verlassen wollte, zum anderen, weil man hoffte, ihn doch noch dazu zu bringen, aus Angst vor weiteren Leiden zu konvertieren. Sowohl seine Richter als auch Personen, die ihm Freunde als Boten geschickt hatten, versuchten, ihn dazu zu bringen.

### Haft in Dijon
Aus Besançon wurde Isaak le Febvre nach Dijon gebracht, das er am 30. Mai 1686 erreichte. Auf der Fahrt in dem ruckelnden Wagen setzten ihm seine eisernen Fesseln so sehr zu, dass er seine schmerzenden Gliedmaße kaum noch gebrauchen konnte. Er war in einer unbequemen Position fixiert und die Körper anderer Gefangener lasteten auf ihm. Er meinte später, wenn ihm in Aussone nicht die Fesseln gelöst worden wären, wonach er auf ein Pferd gesetzt wurde, wäre er gestorben. 
Die Haftbedingungen in Dijon waren wesentlich besser als in Besançon. Es gab hier weder Fesseln noch Kerker. Seine Freunde sandten ihm mehr Geld als er brauchte, er wollte aber nicht mehr als notwendig erhalten, da Überfluss eine Belastung für ihn sei. Teils sollte sein Schwager den Überschuss den Spendern zurückerstatten, teils gab er ihn an bedürftige Mitgefangene weiter. In Dijon wurde ihm dringend empfohlen, den Intendanten um eine Abmilderung der Galeerenstrafe zu ersuchen. Er empfand es aber als feige, gegenüber seinen Mitgefangenen bevorzugt behandelt zu werden. Er schrieb, er habe weniger Angst vor der Strafe, als vor der Gemeinschaft mit Verbrechern, die aus anderen Gründen bestraft wurden. Häufig wurde er von dem Jesuiten Corbigni de l´Orme aus Vézelay besucht.

### In Ketten nach Marseille
Nach zwei Monaten Haft in Dijon wurde Isaak le Febvre mit einigen Leidensgenossen nach Chalon-sur-Saône gebracht. Dorthin wurde auch von Paris aus die Kette für die Galeerensträflinge gebracht. Üblich waren Kettenzüge von 200 Personen, von denen oft über 100 für ihren evangelischen Glauben bestraft wurden. Zunächst wurde le Febvre mit dem Dragoneroffizier Bonvalet zusammen gekettet, der zwar römisch-katholischen Glaubens war, aber wie ein Reformierter behandelt wurde, weil er einige Evangelische hatte entkommen lassen. Da le Febvre in der ersten Nacht an seiner Position im Kettenzug unter dem Gewicht der Kette leiden musste, erhielt er einen Platz am Ende des Zuges bei de Marolles. Während der Reise hielten die Wächter den schwer leidenden le Febvre zwischenzeitlich für tot. Er meinte später, ohne einen Aufenthalt in Avignon wäre er tatsächlich gestorben. Die Sträflinge wurden teilweise auf dem Wasserweg transportiert. 

### Ankunft in Marseille
Um den 20. August herum erreichte der Zug Marseille. Isaak le Febvre und de Marolles wurden sofort in das Hospital für Galeerensklaven eingeliefert, wo sie mindestens bis zum 13. September blieben und sich, als Bettnachbarn, gegenseitig stärken konnten. Es war ihnen verboten, sich mit anderen evangelischen Galeerensklaven zu treffen oder ihnen etwas zuzusenden. Hinsichtlich seiner Erkrankung erlitt le Febvre ständig Rückfälle. Auch hier, schrieb er später, war er dem Tode nahe. Zwei Tage lang konnte er nicht gehen.

### Auf der Galeere
Als sich sein Zustand nur geringfügig gebessert hatte, wurde Isaak le Febvre, der nicht stehen konnte, von de Marolles, der gerade wieder gehen konnte, getrennt und gegen den Willen des Arztes auf die Galeere La grande réale gebracht. Der Arzt bat den Intendanten der Galeeren, Bégon, um eine Verlängerung der Krankschreibung, was aber verweigert wurde. Die Gefangenen wurden zu einer Verteilungsstelle auf der Galeere, die nie in See stach, gebracht, wo ihre Namen, Berufe und ursprüngliche Wohnorte registriert wurden. Le Febvre wurde angekettet.
Besuchern wurde der Zutritt zur Galeere verweigert. Niemand wagte es, sich le Febvre zu nähern oder mit ihm zu sprechen. Seine Briefe wurden eingezogen und dem Intendanten in Marseille überbracht. Für eine kleine Geldsumme konnten sich die Galeerensklaven von der großen Kette loskaufen, was le Febvre aber streng verweigert wurde. Er durfte weder lesen noch schreiben. Einen Brief von seinem Pastor, den er dennoch beantworten konnte, bezeichnete er als Vorgeschmack auf die himmlischen Freuden. Schlafen musste er auf einem Brett, das kaum zwei Fuß breit war, eine Decke wurde ihm nicht gestattet, andere Gefangene überließen ihm ihre. Er wurde von Parasiten geplagt.
Von Zeit zu Zeit wurden die meisten Gefangenen an einen öffentlichen Ort, den sogenannten „Park“ an der Küste gebracht und in Anwesenheit des Intendanten, des Generalkommissars, der Galeerenkapitäne und ihrer Offiziere selektiert. Die Kräftigsten wurden als Rudersklaven auf die bewaffneten Galeeren gebracht, die übrigen kamen wieder auf die La grande réale. Bei einer dieser Selektionen wandte sich einer der Kapitäne an le Febvre und Bonvalet, welcher von ihnen der Anwalt sei. Le Febvre meldete sich, aber mit einer so schwachen und leidenden Stimme, dass er auch von diesem Kapitän nicht zum Rudern ausgewählt wurde. 
Einigen Freunden le Febvres gelang es, über einen Freund des Kapitäns der Galeere La Magnifique für eine Versetzung le Febvres auf diese Galeere zu sorgen. Dort waren die Bedingungen für ihn aufgrund der Anweisungen des Kapitäns an seine Offiziere bezüglich le Febvres wesentlich besser. Aufgrund der Anstrengungen der Missionare und Kaplane konnte le Febvre aber nicht damit rechnen, dass er dort bleiben könne. Dennoch soll er für seine Gegner gebetet haben. 
Nach zwei Tagen verschlechterten sich seine Haftbedingungen tatsächlich: Er wurde schärfer bewacht als je zuvor. Sowohl der persönliche als auch der schriftliche Kontakt zu seinen Freunden sowohl auf als auch außerhalb der Galeere wurde ihm untersagt. Ferner war er nun permanent angekettet und wurde mit großer Strenge behandelt. In dieser Situation ließ der Bischof von Marseille, Charles Gaspard Guillaume de Vintimille du Luc, nach ihm senden; aufgrund seines schlechten Gesundheitszustandes wurde das Treffen aber abgesagt, wie le Febvre in einem Brief vom 14. Oktober 1686 berichtete. Er wurde ein anderes Mal dem Bischof vorgeführt, wo er bedrängt wurde, seinen Glauben zu wechseln; die Gegenleistung sei seine Freiheit. Das Gespräch schien ihn aber nur in seinem Glauben zu festigen. Seine Haftbedingungen wurden danach noch härter.
Bevor er von der Galeere in den Kerker verlegt wurde, gelang es ihm, einen Brief seines Pastors zu erhalten und zu beantworten. Darin berichtete er davon, wie er bei kaltem Wetter ohne Decke schlafen musste, beschimpft und mit Knüppelschlägen bedroht wurde und sich eine Fiebererkrankung zuzog. Vor allem drückte er aber aus, wie sehr er sich in seiner Lage von Gott getröstet fühlte.
Er verbrachte ein knappes Jahr auf der Galeere.

### Lebenslange Haft im Fort Saint-Jean
Zu der schweren Arbeit auf einer der bewaffneten Galeeren war Isaak le Febvre körperlich nicht in der Lage. Er blieb nur bis August 1687 dort und wurde stattdessen im Fort Saint-Jean am Hafeneingang von Marseille interniert. Ob sein schlechter Gesundheitszustand der Grund dafür war, ist unklar, da er nicht ins Krankenhaus zurückgebracht wurde. Ein anderer Grund könnte sein, dass er noch stärker isoliert werden und die Haftbedingungen weiter verschärft werden sollten. Es wurde weiter vergeblich versucht, ihn zum Konfessionswechsel zu drängen. Er kam in einem Kerker in Einzelhaft. Laut le Febvre hatte das Gericht den Bischof und den Intendanten dazu verpflichtet.
Als er in seine Zelle eintrat, wurde le Febvre durchsucht. Das einzige Buch, das ihm geblieben war, wurde ihm genommen. Der Hauptmann erklärte ihm, dass er für seine Ausgaben selber aufkommen müsse, und dass der König ihn nicht finanzieren werde. Er durfte also Rechnungen schreiben, aber niemanden über seinen Gesundheitszustand oder seine Lage informieren.
Isaak le Febvre verbrachte 15 Jahre seines Lebens in dem unregelmäßig geformten, sehr feuchten, unterirdischen Gewölbe, das einmal als Stall gedient hatte. Wegen der hohen Feuchtigkeit war man allerdings zu dem Schluss gekommen, dass es wegen der Gesundheitsgefahr für die Tiere zur Pferdehaltung ungeeignet war. Der Raum war noch immer mit einer Futterraufe ausgestattet. Licht gelangte nur durch eine doppelt vergitterte Öffnung im oberen Teil der Tür hinein, so dass der Raum sehr dunkel war. Gegenüber der Öffnung befanden sich Eisenstangen, die im oberen Bereich in der Mauer verankert waren. Die Luft war ungesund und von schlechtem Geruch. Alles in dem Raum neigte dazu, zu verrotten oder Schimmel anzusetzen. Die Wasserbehälter und Zisternen befanden sich oberhalb der Zelle. Ein Feuer wurde in dem Raum nie entzündet, abgesehen von der Kerzenflamme. Diese Beschreibung stützt sich auf le Febvres eigene Angaben. 
Die ersten zwei oder drei Nächte schlief le Febvre in einer feuchten Krippe, für über einen Monat dann auf einer kurzen und sehr engen Kiste. Zwei Strohstühle, die höher als die Kiste waren, dienten ihm als Stütze für Kopf und Füße. Bedeckt war er dabei mit nichts als der Tageskleidung, die ihm der König erlaubt hatte. Er erkältete sich oft. Seine körperliche Verfassung war sehr schlecht, und er zog sich mehrere gefährliche Erkrankungen zu. Es kam zu starken Krämpfen in seiner Brust. Er litt unter schweren Schmerzen im Lendenbereich, Ausflüssen des Zahnfleischs, Rheuma, wandernden Schmerzen im Nacken- und Schulterbereich, Tinnitus und schließlich Fieber. Er versank in Lethargie und magerte stark ab. Le Febvre schrieb, dass ihn dies zur Gottergebenheit führte. 
Er war nun von jeglicher Verbindung zur Welt abgeschnitten. Le Febvre erhielt keinerlei Besuch; seine Freunde hörten nur sehr selten von ihm. Die Zustellung von Briefen erwies sich als äußerst schwierig und kostspielig. Ein Großteil des für ihn und seine Gefährten bestimmten Geldes wurde zur Bezahlung für diejenigen aufgewendet, welche die gefährliche Aufgabe der Briefzustellung übernahmen. Nur Wenige waren dazu bereit. Es konnte ein Jahr vergehen, bis sich wieder eine sichere Gelegenheit dafür ergab.
Wenige Tage nachdem er so vollkommen isoliert wurde, besuchte ihn ein Missionar namens Guiraud mit einem anderen Kleriker. Guiraud hatte ihn schon einmal besucht, aber erklärt, er werde ihn vor dem jüngsten Tage nicht wiedersehen. Die Diskussion, die er nun mit le Febvre führte, hatte keinen Erfolg; Guiraud war von le Febvres Argumentation verwirrt. 
Le Febvre beschwerte sich oft über die schlechte Qualität und die Verunreinigungen seiner fauligen Nahrung. Oft hatte er weder Kleidung noch Bettwäsche. Zweimal erhielt er aus unbekannter Quelle ein Hemd. Dieselben Personen ließen ihm ein Polsterkissen und andere Dinge zukommen. Als ihm der Vorschlag gemacht wurde, den Hauptmann der Zitadelle zu beschenken, damit besser auf ihn geachtet werde, lehnte er ab, da es für ihn und die anderen Beteiligten zu gefährlich sei. 
Trotz seiner Lebenslage bezeichnete sich le Febvre als glücklich. In seinen geistlichen Übungen rezitierte und sang er Psalm 35 und Psalm 130, die er sehr passend für seine Situation fand. Er bemühte sich, zu festen Zeiten zu essen, zu trinken und zu ruhen. Geld, das für ihn bestimmt war, gelangte nicht zu ihm. 
In dieser Situation schrieb le Febvre ein Buch über die Notwendigkeit des Leidens. Sein Fall wurde auch im Ausland bekannt und veranlasste mehrere Herrscher, sich für ihn einzusetzen. Dies hatte zur Folge, dass keinerlei Nachrichten mehr seine Zelle verlassen oder in diese gelangen durften. So starb er in völliger Einsamkeit in der Nacht des 13. oder 14. Juni 1702.

## Gedenktag
12. Juni im Evangelischen Namenkalender.
Der Gedenktag wurde vor der Einführung des offiziellen Namenkalenders bereits geführt in:
- Theodor Fliedner: Buch der Märtyrer, Kaiserswerth 1849/1859, Bd. 4, S. 1399–1404
- Ferdinand Piper: Evangelischer Kalender in Zeugen der Wahrheit, Berlin 1874/1875, Bd. 1, S. 14–25
- Preußischer Evangelischer Oberkirchenrat: Namenkalender für das deutsche Volk, Berlin 1876
- Jörg Erb: Die Wolke der Zeugen, Kassel 1951/1963, Bd. 4, S. 508–520